# Moby Dick (film 1956)
Moby Dick – amerykański film przygodowy z 1956 roku. Film jest najbardziej znaną adaptacją powieści Moby Dick Hermana Melville’a.

## Fabuła
Rok 1840. Młody marynarz Ishamel zaciąga się na statek wielorybniczy. Kapitan Ahab okazuje się człowiekiem niezrównoważonym. Opętany jest misją schwytania Moby Dicka – białego wieloryba, który kiedyś odgryzł mu nogę. Ściga wieloryba nie zważając ani na połów, ani na straty w ludziach.

## Obsada
- Gregory Peck – Ahab
- Richard Basehart – Ishmael
- Leo Genn – pierwszy oficer Starbuck
- James Robertson Justice – kapitan Boomer
- Harry Andrews – drugi oficer Stubb
- Noel Purcell – cieśla
- Edric Connor – Daggoo
- Mervyn Johns – Peleg
- Friedrich von Ledebur – Queequeg
- Orson Welles – ojciec Mapple
- John Huston – barman (niewymieniony w czołówce)[4]